# 2140 Kemerovo
2140 Kemerovo este un asteroid din centura principală, descoperit pe 3 august 1970 de Liudmila Cernîh.